# Zrnuljačevke
Zrnuljačevke (žiernuljače, zrnuljače,. lat. Haloragaceae), biljna porodica u redu Kamenikolike (Saxifragales) kojoj pripada preko 160 vrsta u sedam rodova. U latinskom nazivu ime je dobila po rodu Haloragis.
Jedino rodovi proserpinaka (Proserpinaca) i Laurembergia nisu rašireni po Australiji, dok su u Hrvatskoj prisutne barem 3 vrste, to su klasasti krocanj (M. spicatum), pršljenasti krocanj (M. verticillatum) i  Myriophyllum heterophyllum

## Opis
Haloragaceae, ili porodica zrnuljačevki, obuhvaća 8 rodova i 145 vrsta kopnenog, močvarnog i vodenog bilja s malim listovima i malim cvjetnim grozdovima. Cvjetovi su jednospolni, uglavnom se oprašuju vjetrom, s plodnicom s tri do četiri komore i sličnim brojem nastavaka (dijelovi koji primaju pelud na gornjem kraju plodnice). Reprezentativni rodovi su Myriophyllum (krocanj, 60 vrsta), Haloragis, (27 vrsta), Laurembergia (22 vrste), Proserpinaca (2-3 vrste), Gonocarpus (1 vrsta, Gonocarpus chinensis ili “kineska malina”) i Meziella (sinonim za  Myriophyllum, 1 vrsta, Meziella trifida). Od njih, Myriophyllum (vodeni milfoil) je glavni rod od hortikulturnog interesa, uglavnom se koristi u akvarijima. Jedini grmoliki rod, Haloragodendron (5 vrsta, sinonim je za Glischrocaryon), porijeklom je iz južne Australije.

## Rodovi
1. Glischrocaryon Endl. (11 spp.)
2. Proserpinaca L. (3 spp.)
3. Trihaloragis M. L. Moody & Les (1 sp.)
4. Haloragis J.R.Forst. & G.Forst. (34 spp.)
5. Gonocarpus Thunb. (43 spp.)
6. Laurembergia Bergius (6 spp.)
7. Myriophyllum L. (69 spp.)